# Xe gouvernement de la République (Espagne)
Seconde République espagnole
Samper Lerroux V
Le Xe gouvernement de la République est le gouvernement de la République espagnole en fonction le 4 octobre 1934 au 3 avril 1935.

## Composition
| Portefeuille                                         | Titulaires | Titulaires                        | Parti |
| ---------------------------------------------------- | ---------- | --------------------------------- | ----- |
| Président du Conseil                                 |            | Alejandro Lerroux                 | PRR   |
| Ministre d'État                                      |            | Ricardo Samper                    | PRR   |
| Ministre de la Justice                               |            | Rafael Aizpún (es)                | CEDA  |
| Ministre de la Guerre                                |            | Diego Hidalgo y Durán             | PRR   |
| Ministre de la Marine                                |            | Juan José Rocha García            | PRR   |
| Ministre de l'Économie et des Finances               |            | Manuel Marraco Ramón (es)         | PRR   |
| Ministre du Gouvernement                             |            | Eloy Vaquero Cantillo (es)        | PRR   |
| Ministre de l'Instruction Publique et des Beaux-arts |            | Filiberto Villalobos (es)         | PRLD  |
| Ministre des Travaux publics                         |            | José María Cid Ruiz-Zorrilla (es) | PAE   |
| Ministre du Travail et de la Santé                   |            | José Oriol Anguera de Sojo (es)   | CEDA  |
| Ministre de l'Agriculture                            |            | Manuel Giménez Fernández          | CEDA  |
| Ministre de l'Industrie et du Commerce               |            | Andrés Orozco Batista (es)        | PRR   |
| Ministre des Communications                          |            | César Jalón Aragón (es)           | PRR   |
| Ministre sans Portefeuille                           |            | Leandro Pita                      | sans  |
| Ministre sans Portefeuille                           |            | Juan José Benayas (es)            | PAE   |

### Remaniement du 16 novembre 1934
- Les nouveaux ministres sont indiqués en gras

| Portefeuille                                         | Titulaires | Titulaires                        | Parti |
| ---------------------------------------------------- | ---------- | --------------------------------- | ----- |
| Président du Conseil Ministre de la Guerre           |            | Alejandro Lerroux                 | PRR   |
| Ministre d'État                                      |            | Juan José Rocha García            | PRR   |
| Ministre de la Justice                               |            | Rafael Aizpún (es)                | CEDA  |
| Ministre de la Marine                                |            | Gerardo Abad Conde                | PRR   |
| Ministre de l'Économie et des Finances               |            | Manuel Marraco Ramón (es)         | PRR   |
| Ministre du Gouvernement                             |            | Eloy Vaquero Cantillo (es)        | PRR   |
| Ministre de l'Instruction Publique et des Beaux-arts |            | Filiberto Villalobos (es)         | PRLD  |
| Ministre des Travaux publics                         |            | José María Cid Ruiz-Zorrilla (es) | PAE   |
| Ministre du Travail et de la Santé                   |            | José Oriol Anguera de Sojo (es)   | CEDA  |
| Ministre de l'Agriculture                            |            | Manuel Giménez Fernández          | CEDA  |
| Ministre de l'Industrie et du Commerce               |            | Andrés Orozco Batista (es)        | PRR   |
| Ministre des Communications                          |            | César Jalón Aragón (es)           | PRR   |
| Ministre sans Portefeuille                           |            | Leandro Pita                      | sans  |
| Ministre sans Portefeuille                           |            | Juan José Benayas (es)            | PAE   |